# Sylvia Scarlett
Pour les articles homonymes, voir Sylvia.
Pour plus de détails, voir Fiche technique et Distribution.
Sylvia Scarlett est un film américain réalisé par George Cukor et sorti en 1935.

## Synopsis
Une fille déguisée en garçon partage les tribulations de son escroc de père. Quand elle abandonne son déguisement pour séduire un artiste, il lui faut compter avec une rivale…

## Fiche technique
- Titre : Sylvia Scarlett
- Réalisation : George Cukor
- Scénario : Gladys Unger, John Collier et Mortimer Offner, d'après le roman de Compton Mackenzie
- Musique : Roy Webb (non crédité)
- Photographie : Joseph August
- Montage : Jane Loring (non créditée)
- Direction artistique : Van Nest Polglase
- Costumes : Muriel King (pour Katharine Hepburn) et Bernard Newman
- Production : Pandro S. Berman
- Société de production : RKO
- Société de distribution : RKO Radio Pictures
- Pays d'origine :  États-Unis
- Langue originale : anglais et secondairement français
- Format : noir et blanc - son mono (RCA Victor System)
- Genre : comédie
- Durée : 95 minutes
- Date de sortie :
  - États-Unis : 12 décembre 1935 (première) ; 3 janvier 1936 (sortie nationale)
  - France : 15 mai 1936

## Distribution

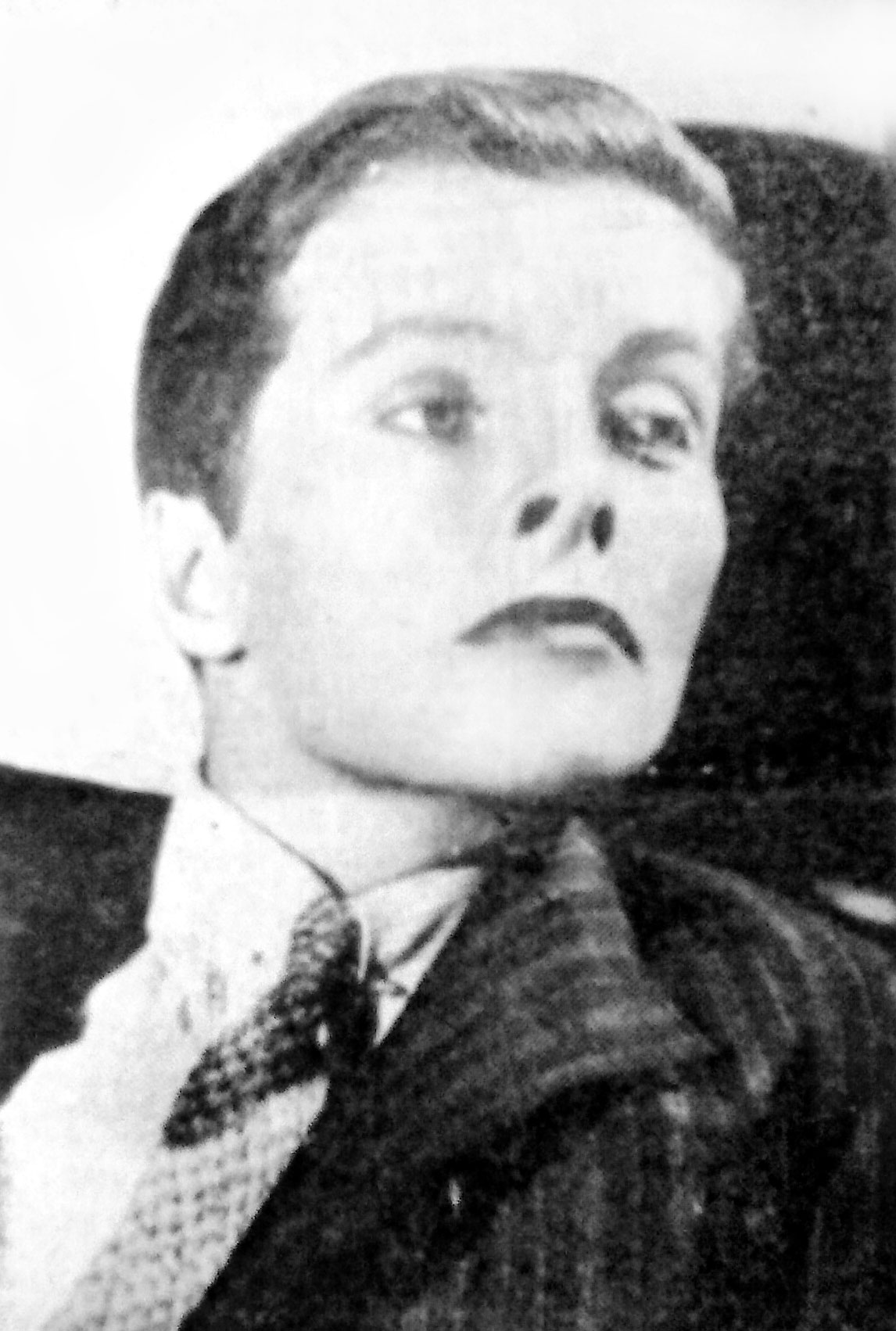
Katharine Hepburn dans Sylvia Scarlett.

- Katharine Hepburn : Sylvia Scarlett
- Cary Grant : Jimmy Monkley
- Brian Aherne : Michael Fane
- Edmund Gwenn : Henry Scarlett, le père de Sylvia

Acteurs non crédités
- Elsa Buchanan : une servante
- Harrold Cheevers : Bobby
- E. E. Clive : inspecteur des douanes
- Gaston Glass et Michael Visaroff : commissaires de bord
- Dennie Moore : Maudie
- Nathalie Paley : Lily
- Lionel Pape : sergent-major
- Lennox Pawle : l'ivrogne

## Autour du film
L'aspect androgyne du personnage travesti de « Sylvester Scarlett » offre certaines ressemblances avec David Bowie.
Lorsque le réalisateur évoquait le tournage du film, il disait que « c'était Noël tous les jours ».